# 丹尼斯·普希林
丹尼斯·弗拉基米罗维奇·普希林（俄语：Денис Владимирович Пушилин，羅馬化：Denis Vladimirovich Pushlin，發音：[dʲɪˈnʲis vlɐˈdʲimʲɪrəvʲɪtɕ pʊˈʂɨlʲɪn]；1981年5月9日—），現任頓涅茨克人民共和國首腦（即“總統”），曾任代理總理、頓涅茨克人民共和國委員會主席。
他的資料曾經在蘇聯一龐氏騙局公司MMM中出現；同時他在2014年3月5日被發現有一個youtube戶口為推廣MMM公司。
2018年8月31日，顿涅茨克人民共和国時任“总统”亞歷山大·扎哈爾琴科在顿涅茨克的一家餐馆被炸弹炸死。在2018年9月7日普希林被任命为顿涅茨克人民共和国代理总统；据说他将担任这个职位直到2018年11月11日的选举。
2021年12月6日，普希林加入统一俄罗斯党。
2023年12月27日，在普希林缺席審判的情況下，乌克兰方面判处普希林15年监禁。

## 外部連結
- The new leader of the Donetsk separatists used to be member of MMM（页面存档备份，存于）. Mirror Weekly. April 6, 2014
- Pushilin boasts about MMM（页面存档备份，存于）. YouTube.